# Bahaa Taher
Bahaa Taher (àrab: بهاء طاهر, Bahāʾ Ṭāhir) (el Caire, 1936 - 27 d'octubre de 2022) és un escriptor egipci. És una de les veus més famoses de les noves generacions d'escriptors egipcis, representant un nacionalisme il·luminat egipci i àrab, inspirat en els principis de la llibertat i de la justícia social. Nascut al si d'una família originària de Karnak, al nord d'Egipte, durant els tensos anys setanta l'escriptor va traslladar-se a Suïssa, on va viure i treballa per a les Nacions Unides.
En aquest nou país que l'acullí com a immigrant, és on crea les seves millors obres, la majoria d'elles situades a Egipte. Tahir és autor d'algunes novel·les, com La Tia Safeia i el monestir, i de diversos reculls de contes, com el famós L'altra notte ti ho sognato, on destaca pel seu estil directe, concís i ple de poesia.